# Vatra Moldoviței
Vatra Moldoviței (en alemany: Watra Moldawitza) és el poble de residència de la comuna del mateix nom al comtat de Suceava, Bucovina (Romania). A partir del 16 de juliol de 1973 poble de Vatra Moldoviței (Suceava), juntament amb altres 13 localitats, és declarat, experimentalment, poble d'interès turístic anomenat "poble turístic".
Com a atractius turístics, a Vatra Moldoviței es pot visitar el Monestir de Moldovița, el Museu del Monestir de Moldovița i les ruïnes de l'antic monestir, situat a uns 500 metres de l'actual monestir.
El monestir de Moldovița va ser fundat l'any 1532 pel voivoda Petru Rareș. La seva pintura va ser realitzada l'any 1537 per Toma de la Humor, pintor que també va fer murals per al Monestir de l'Humor. A més de les imatges bíbliques, a les parets del monestir hi ha representades les figures de Plató, Aristòtil, Sòfocles i Pitàgores, perquè són considerats els pioners del cristianisme. El monestir és Patrimoni de la Humanitat per la UNESCO des de 1993, i la Federació Internacional de Periodistes de Monestirs del Nord de Moldàvia li ha concedit el premi "Poma d'Or" per ser un símbol de l'art i la cultura universals.
El Museu del Monestir de Moldovița acull i exposa objectes patrimonials com ara: pomelnic i epitafis del segle xv i la cadira reial que va pertànyer a Petru Rareș, símbol històric pel fet que està decorat amb l'escut de Moldàvia.
Les ruïnes del monestir de Moldovița recorden l'època dels voivodes de Musatini que es diu que el van protegir. Aquest monestir va ser destruït a finals del segle xv per fortes esllavissades.